# Доњи Јасеновик
Доњи Јасеновик је насеље у општини Зубин Поток на Косову и Метохији. Атар насеља се налази на територији катастарске општине Зубин Поток. Историјски и географски припада Ибарском Колашину. Насеље је на десној страни Ибра, и кроз њега тече поток Сувара. Делови насеља и засеоци су: Виноградине, Орашак, Округлица, Јасење, Запис, Баре, Дрље, Вуче Поље, Чиловаче, Странчине, Бранково Брдо, Равне Сечине, Стојића Брдо, Николине Њиве и Потоци.
Доњи Јасеновик је старије насеље јер у њему постоји латинско гробље и Јањевац, црквина. Друга црквина у латинском гробљу је по предању везана за војводу Радича, по коме се и котлина у којој се налази насеље названа Радичпољска котлина. Оснивачи Доњег Јасеновика је породица Јакшић који су из црногорског племена Бјелопавлићи. Насеље има повољан положај јер се налази на магистралном путу Рибариће-Косовска Митровица и физиономски је повезано са насељем, и општинским центром Зубиним Потоком. Последњих година се број становника повећава услед досељавања становништва из Колашинских села. После ослобађања од турске власти место је у саставу Звечанског округа, у срезу митровичком, у општини радич-пољској и 1912. године има 164 становника.
Овде се налазе Рушевине гробљанске цркве у селу Доњи Јасеновик.

## Демографија
Насеље има српску етничку већину.
Број становника на пописима:
- попис становништва 1948. године: 258
- попис становништва 1953. године: 260
- попис становништва 1961. године: 253
- попис становништва 1971. године: 197
- попис становништва 1981. године: 300
- попис становништва 1991. године: 378